# SURF6
SURF6‏ (Surfeit 6) هوَ بروتين يُشَفر بواسطة جين SURF6 في الإنسان.